# Farnham (Quebec)
Farnham es una ciudad de la provincia de Quebec, Canadá. Está ubicada en el municipio regional de condado de Brome-Missisquoi y a su vez, en la región de Montérégie-Est en Montérégie. Hace parte de las circunscripciones electorales de Brome-Missisquoi a nivel provincial y de Brome−Missisquoi a nivel federal.

## Geografía
Farnham se encuentra ubicada en las coordenadas 45°17′00″N 72°59′00″O / 45.28333, -72.98333. Según Statistique Canada, tiene una superficie de tierra de 92,04 km² y es una de las 1135 municipalidades en las que está dividido administrativamente el territorio de la provincia de Quebec.

## Demografía
Según el censo de 2011, había 8330 personas residiendo en esta ciudad con una densidad poblacional de 90,5 hab./km². Los datos del censo mostraron que de las 7809 personas censadas en 2006, en 2011 hubo un aumento poblacional de 521 habitantes (6,7%). El número total de inmuebles particulares resultó de 3852 con una densidad de 41,85 inmuebles por km². El número total de viviendas particulares que se encontraban ocupadas por residentes habituales fue de 3617.